# Ţūyestān
Ţūyestān (persiska: طويِستان, طَويستان) är en ort i Iran.   Den ligger i provinsen Ardabil, i den nordvästra delen av landet, 300 km nordväst om huvudstaden Teheran. Ţūyestān ligger 830 meter över havet och antalet invånare är 268.
Terrängen runt Ţūyestān är kuperad västerut, men österut är den bergig. Ţūyestān ligger nere i en dal. Runt Ţūyestān är det ganska glesbefolkat, med 39 invånare per kvadratkilometer. Närmaste större samhälle är Hashatjīn, 13,6 km nordväst om Ţūyestān. Trakten runt Ţūyestān består i huvudsak av gräsmarker.